# Воттиц, Вальтер
Вальтер Воттиц (фр. Walter Wottitz; 22 июня 1912 — 1 ноября 1986) — французский кинооператор. Лауреат премий «Оскар» и «Золотой глобус» за лучшую операторскую работу в фильме «Самый длинный день».

## Биография
Родился 22 июня 1912 года в городе Салоники, Греция. Начал работать кинооператором с 1939 года. Известен по фильмам «Поезд» режиссёра Джона Франкенхаймера, «Армия теней» и «Полицейский» Жан-Пьера Мельвиля, а также по фильму «Самый длинный день» за операторскую работу в котором он получил премию «Оскар». Регулярно сотрудничал с кинорежиссёром Пьером Гранье-Дефером. Последней работой Вальтера Воттица в кино стала картина 1977 года «Пассажиры».
Умер 1 ноября 1986 года в Бри-сюр-Марн, Франция.

## Избранная фильмография
- 1959 — Некоторым нравится похолоднее / Certains l’aiment froide (реж. Жан Бастиа)
- 1962 — Самый длинный день / The Longest Day (реж. Кен Эннакин, Бернхард Викки, Эндрю Мартон)
- 1962 — Тартарен из Тараскона / Tartarin de Tarascon (реж. Франсис Бланш)
- 1964 — Поезд / The Train (реж. Джон Франкенхаймер)
- 1965 — Гром небесный / Le Tonnerre de Dieu (реж. Дени де Ла Пателльер)
- 1966 — Потасовка в Панаме / Du rififi a Paname (реж. Дени де Ла Пателльер)
- 1967 — Солнце бродяг / Le Soleil Des Voyous (реж. Жан Деланнуа)
- 1969 — Армия теней / L’Armee des ombres (реж. Жан-Пьер Мельвиль)
- 1970 — Тайна фермы Мессе / La Horse (реж. Пьер Гранье-Дефер)
- 1971 — Кот / Le Chat (реж. Пьер Гранье-Дефер)
- 1971 — Вдова Кудер / La Veuve Couderc (реж. Пьер Гранье-Дефер)
- 1972 — Полицейский / Un Flic (реж. Жан-Пьер Мельвиль)
- 1973 — Поезд / Le Train (реж. Пьер Гранье-Дефер)
- 1974 — Раса господ / La race des 'seigneurs' (реж. Пьер Гранье-Дефер)
- 1977 — Пассажиры / Les Passagers (реж. Серж Леруа)

## Награды
- Лауреат премии «Оскар» 1963 года совместно с Жаном Бургуэном за лучшую операторскую работу в фильме «Самый длинный день»[5]

- Лауреат премии «Золотой глобус» в 1963 году совместно с Жаном Бургуэном и Анри Персеном за операторскую работу в фильме «Самый длинный день»[6]